# Alyzia
Alyzia (griechisch Αλυζία (f. sg.)) ist seit der Verwaltungsreform von 2010 ein Gemeindebezirk der westgriechischen Gemeinde Xiromero. Der Gemeindebezirk ging aus der ehemaligen Gemeinde hervor und war nach der antiken Stadt Alyzeia benannt.
Die Gemeinde Alyzia befindet sich an der zentralen Westküste Ätolien-Akarnaniens, nahe der Inselgemeinde von Kalamos. Sie hat eine Fläche von 149,757 km² und zählte 2675 Einwohner im Jahr 2021.

## Verwaltungsgliederung
Die Gemeinde Alyzia entstand 1997 durch die Umsetzung der griechischen Gemeindereform nach dem Kapodistrias-Programm aus der Verschmelzung von fünf Landgemeinden mit dem Gemeindesitz in der Kleinstadt Kandila. Die Verwaltungsreform 2010 führte Alyzia zusammen mit Astakos und Fyties zur neu geschaffenen Gemeinde Xiromero (Δήμος Ξηρομέρου Dímos Xiromérou) zusammen. Die bisherigen Gemeinden bilden Gemeindebezirke, die vormaligen Gemeindebezirke sind Dimotikes Kinotites, die eigene lokale Vertretungen wählen.
| Dimotiki Kinotita     | griechischer Name                | Code     | Fläche (km²) | Einwohner 2001 | Einwohner 2011 | Einwohner 2021 | Dörfer und Siedlungen                       |
| --------------------- | -------------------------------- | -------- | ------------ | -------------- | -------------- | -------------- | ------------------------------------------- |
| Kandila               | Δημοτική Κοινότητα Κανδήλας      | 38070201 | 30,719       | 1266           | 1048           | 0866           | Kandila                                     |
| Archondochori         | Δημοτική Κοινότητα Αρχοντοχωρίου | 38070202 | 82,134       | 1029           | 0701           | 0623           | Archondochori, Agios Athanasios, Paliovarka |
| Varnakas              | Δημοτική Κοινότητα Βάρνακα       | 38070203 | 25,821       | 0309           | 0342           | 0325           | Varnakas                                    |
| Mytikas               | Δημοτική Κοινότητα Μύτικα        | 38070204 | 04,058       | 0858           | 0759           | 0708           | Mytikas                                     |
| Panagoula             | Δημοτική Κοινότητα Παναγούλας    | 38070205 | 07,025       | 0282           | 0155           | 0153           | Panagoula                                   |
| Gemeindebezirk Alyzia | Gemeindebezirk Alyzia            | 380702   | 149,757      | 3744           | 3005           | 2675           |                                             |